# 赤化日本人
赤化日本人（せっかにほんじん）は、日本人共産主義者のこと。

## 関東大震災
関東大震災の際に軍及び政府により置かれた臨時震災救護事務局警備部が共産主義者や社会主義者などを指すために用いた。9月2日の内務省警保局長後藤文夫による流言同様に、朝鮮人や社会主義者等による暴動が起きているとの流言を行い、弾圧に利用された。

## 日本人捕虜など
第二次世界大戦後、シベリアに抑留された元日本兵は、ヨシフ・スターリン政権による共産主義教育（民主化）を受けた。しかし共産主義に共感して赤化した者は少なく、大抵は強制収容所内において、生き抜く手段として共産主義を受け入れた。従って引き揚げ後も日本において共産主義運動を継続した者は、ほとんどいない。
一方、中国共産党の撫順戦犯管理所では多くの捕虜の「改造」に成功した。
北朝鮮による拉致事件被害者が、主体思想に洗脳されていることが心配されたが、『産経新聞』は、赤化日本人が引き揚げ後にすぐに目を覚ましたことを引き合いに出し、被害者の洗脳はすぐに解けると断言した。

## 脚註
1. ↑  今井清一「関東大震災」『招待席・主権在民史料』日本ペンクラブ：電子文藝館